# Ardonea metallica
Ardonea metallica är en fjärilsart som beskrevs av William Schaus 1892. Ardonea metallica ingår i släktet Ardonea och familjen björnspinnare. Inga underarter finns listade i Catalogue of Life.